# Yuverta
Yuverta is een Nederlandse onderwijsinstelling voor het vmbo en mbo. Het is de grootste instelling van Europa voor het vmbo en mbo in de groenblauwe diensten. Hieronder vallen thema's zoals landbouw, klimaat, water, groenvoorziening en duurzame ontwikkeling.

## Naam
De naam Yuverta verwijst naar you (jij), juve (jeugd) en vert (groen).

## Geschiedenis
Yuverta ontstond door een fusie van de drie Nederlandse 'groene' vmbo- en mbo-scholen het Citaverde College, het Wellantcollege en Helicon Opleidingen. De fusie werd officieel doorgevoerd op 1 augustus 2021.

## Locaties

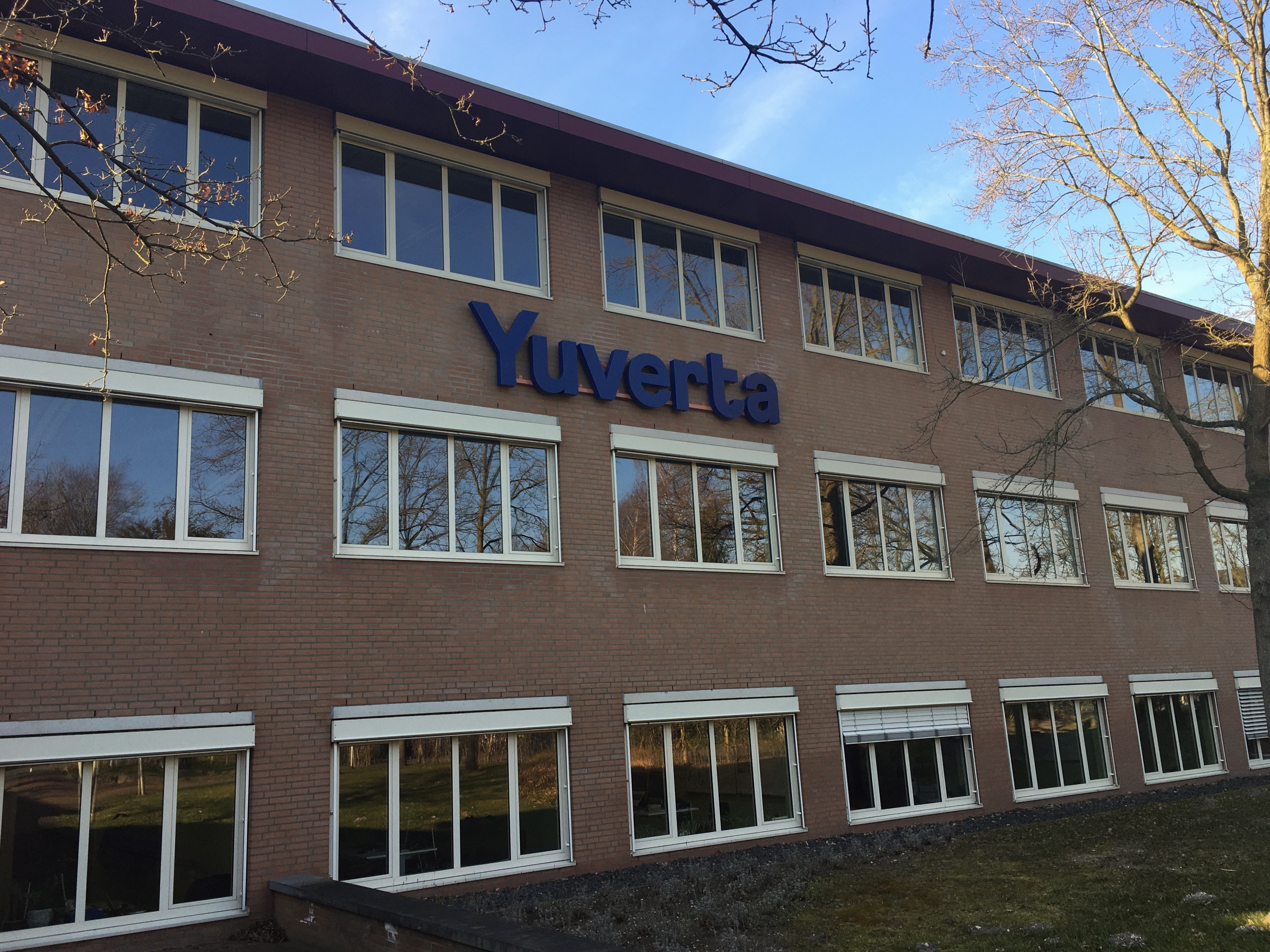
Het gebouw van de mbo-vestiging in Velp.

Yuverta heeft vestigingen in onderstaande plaatsen.
- Aalsmeer
- Alphen aan den Rijn
- Amersfoort
- Amsterdam
- Boskoop
- Boxtel
- Brielle
- Den Haag
- Dordrecht
- Eindhoven
- Geldermalsen
- Gouda
- Heerlen
- Helmond
- 's-Hertogenbosch
- Horst
- Houten
- Kesteren
- Klaaswaal
- Montfoort
- Naarden
- Nederweert
- Nijmegen
- Oegstgeest
- Ottoland
- Rijnsburg
- Rijswijk
- Roermond
- Rotterdam
- Tilburg
- Utrecht
- Velp